# Victor Zue
Victor W. Zue (* in China) ist ein chinesisch-US-amerikanischer Informatiker, der Pionierarbeit in der Spracherkennung und Sprachkommunikation Mensch-Computer leistete.
Zue studierte an der University of Florida und wurde 1976 am Massachusetts Institute of Technology (MIT) promoviert. Er ist Delta Electronics Professor für Elektrotechnik am MIT und war dort von 2001 bis 2003 Direktor des Laboratory for Computer Science (LCS) sowie von 2007 bis 2011 des MIT Computer Science and Artificial Intelligence Laboratory (CSAIL). Von 1989 bis 2001 leitete er die Spoken Language Systems Group am LCS.
1990 wurde er Fellow der Acoustical Society of America. 1996 bis 1998 stand er der Information Science and Technology (ISAT) Study Group der DARPA vor. 1999 erhielt er den Sustained Excellence Award der DARPA, und 2004 wurde er Mitglied der National Academy of Engineering. 2015 wurde er zum Mitglied der American Association for the Advancement of Science gewählt.
Seit 2008 ist er auch Vorsitzender einer Strategiegruppe am MIT, die die Verbindung zu China stärken soll.